# Pierrette LePage
Pierrette Marie Ethel Claudette LePage (auch: Lepage; * 25. Mai 1939 in Montreal) ist eine kanadische Pianistin und Musikpädagogin.

## Leben
LePage studierte Klavier von 1951 bis 1955 in Quebec bei Constantin Klimoff und von 1955 bis 1959 in Toronto bei Alberto Guerrero. Sie studierte am Konservatorium von Toronto und an der University of Toronto und vervollkommnete ihre Ausbildung 1960–62 in Paris bei Lazare Lévy. Als Lehrerin wirkte sie von 1964 bis 1966 an der University of Toronto und darauf bis 1974 an der McGill University.
Als Konzertpianistin trat LePage u. a. mit dem Toronto Symphony Orchestra und dem CBC Symphony Orchestra auf. Mit ihrem Ehemann Bruce Mather bildete sie in den frühen 1970er Jahren ein auf zeitgenössische Musik spezialisiertes Klavierduo, das u. a. in Kanada, Frankreich, Argentinien, Brasilien, Mexiko, Belgien und den USA auftrat.